# LandschappenNL
De stichting LandschappenNL is een koepelorganisatie voor de Nederlandse Provinciale Landschappen en de organisaties van Landschapsbeheer Nederland. 
De Provinciale Stichtingen voor Landschapsbeheer bezitten van oudsher geen eigen terreinen. Ze onderhouden landschappen die bij anderen in eigendom zijn, assisteren bijvoorbeeld bij de snoei van hoogstambomen en helpen bij agrarisch natuurbeheer. De Provinciale Landschappen beheren van oudsher meestal natuurgebieden die in eigendom zijn van deze Landschappen.

## Geschiedenis
In de jaren 1920 en 1930 werden  11 Provinciale Landschappen opgericht die vanaf dat moment samen met andere organisaties zoals Staatsbosbeheer en Natuurmonumenten de verwerving en het beheer van natuurgebieden op zich namen. In 1986 kwam Stichting Het Flevo-landschap als 12e provinciale natuurterreinbeherende organisatie erbij.
In 1976 werd door enkele landelijke organisaties, waaronder  IVN en ANWB, het Landelijk Overleg Vrijwillig Landschapsbeheer opgericht, later hernoemd naar Landschapsbeheer Nederland. Hierbij sloten provinciale landschapsbeheerorganisaties zich aan, die in de jaren 1980 in verschillende provincies waren opgericht om zorg te dragen voor een goed beheer van het landschap.
In 1989 bundelden ook de provinciale landschappen zich, in de stichting de 12Landschappen (voluit: Stichting Unie van Provinciale Landschappen), die de belangen behartigde op bovenprovinciaal, interprovinciaal en nationaal niveau.
Op 1 januari 2016 zijn de activiteiten van de 12Landschappen en van Landschapsbeheer Nederland overgegaan naar stichting LandschappenNL.

## Aangesloten organisaties
Er zijn (of waren) de volgende Provinciale Landschappen en Provinciale Stichtingen voor Landschapsbeheer, met tussen haakjes het oprichtingsjaar en de functie die de organisatie vervult: de organisaties met landschap in de naam zijn natuurterreinbeherende organisaties met terreinen in eigendom en de organisaties met landschapsbeheer in de naam richten zich op het beheer van terreinen van anderen. Enkele van de organisaties richten zich nadrukkelijk ook op materieel erfgoed zoals kastelen.
Drenthe
- Stichting Het Drentse Landschap (1934) (landschap)
- Stichting Landschapsbeheer Drenthe (1981) (landschapsbeheer)

Gelderland
- Stichting Geldersch Landschap & Kasteelen (1929) (landschap)
- Stichting Landschapsbeheer Gelderland (1986)

Groningen
- Stichting Het Groninger Landschap (1936)  (landschap)
- Stichting Landschapsbeheer Groningen (1983)

Flevoland
- Stichting Het Flevo-landschap (1986) (landschap)
- Stichting Landschapsbeheer Flevoland (1999) (landschapsbeheer)

Friesland
- Vereniging It Fryske Gea (1930) (landschap)
- Stichting Landschapsbeheer Friesland (1983) (landschapsbeheer)

Limburg
- Stichting Het Limburgs Landschap (1931) (landschap)
- Stichting Instandhouding Kleine Landschapselementen in Limburg (IKL) (1981-2021)

Noord-Brabant
- Stichting Het Brabants Landschap (1932) (landschap & landschapsbeheer)

Noord-Holland
- Stichting Landschap Noord-Holland (1936) (landschap & landschapsbeheer)

Overijssel
- Stichting Landschap Overijssel (1932) (landschap & landschapsbeheer)

Utrecht
- Stichting Het Utrechts Landschap (1927) (landschap)
- Stichting Landschap+Erfgoed Utrecht  (landschapsbeheer)

Zeeland
- Stichting Het Zeeuwse Landschap (1936) (landschap)
- Stichting Landschapsbeheer Zeeland (1982) (landschapsbeheer)

Zuid-Holland
- Stichting Zuid-Hollands Landschap (1934) (landschap & landschapsbeheer)